# Alison Riske-Amritraj
Alison Riske-Amritraj (* 3. Juli 1990 in Pittsburgh, Pennsylvania als Alison Riske) ist eine US-amerikanische Tennisspielerin.

## Karriere
Alison Riske-Amritraj, die schon im Alter von drei Jahren mit dem Tennisspielen begann, trat bereits 2007 mit einer Wildcard für die Qualifikation der US Open an und schied dort in der zweiten Runde aus. 2009 erhielt sie zunächst ein Tennisstipendium für die Vanderbilt University, doch beschloss sie aufgrund guter Ergebnisse auf dem ITF Women’s Circuit den Weg einer Profikarriere einzuschlagen. Im selben Jahr startete Riske, erneut mit einer Wildcard ausgestattet, in den Qualifikationsturnieren der US Open sowie auf der WTA Tour in Los Angeles. Nochh im selben Jahr gewann sie ihren ersten Profititel bei einem Turnier der $50.000-Kategorie.
2010 machte Riske-Amritraj auf sich aufmerksam, als sie in Birmingham als Qualifikantin bei ihrem ersten Auftritt im Hauptfeld eines WTA-Turniers auf Anhieb ins Halbfinale vorrückte und dort erst in drei Sätzen gegen Marija Scharapowa ausschied. Aufgrund dieses Erfolgs durfte sie anschließend in Wimbledon mit einer Wildcard in der Hauptrunde eines Grand-Slam-Turniers debütieren, verlor jedoch zum Auftakt. Am Ende des Jahres startete sie auf der ITF Tour eine Serie von 15 Siegen in Folge und errang dabei zwei Titel der $50.000-Kategorie sowie einen weiteren der $75.000-Kategorie. 2011 erzielte sie erneut auf Rasen in Birmingham mit dem Einzug ins Viertelfinale ihr bestes Resultat auf der WTA Tour und gewann zwei weitere ITF-Hallenturniere der $50.000-Kategorie. Zum Auftakt der Saison 2012 gelang Riske bei den Australian Open dann der erstmalige Sprung in die Hauptrunde eines Grand-Slam-Turniers, schied aber in der ersten Runde aus.
Erst 2013 konnte Riske-Amritraj mit dem Erreichen eines Halbfinals, wiederum in Birmingham ein gutes Ergebnis auf der WTA Tour verbuchen. In Wimbledon, wo sie nach 2011 wieder mit einer Wildcard im Hauptfeld stand, stieß sie im Anschluss nach ihrem ersten Grand-Slam-Hauptrundenerfolg gegen Romina Oprandi erstmals in die dritte Runde vor. Danach gelangen Riske, die in New Haven die zweite Runde erreichte und bei den US Open nach ihrem ersten Top-10-Sieg überhaupt gegen Petra Kvitová zum ersten Mal in ihrer Karriere ins Achtelfinale eines Grand-Slam-Turniers kam, der Einstieg in die Top 100 der Tennisweltrangliste. Zum Beginn der Saison 2014 erzielte Riske auch bei den Australian Open erstmals die dritte Runde und wiederholte dieses Ergebnis in Wimbledon. Am Ende einer inkonstanten Saison konnte sie in Wuhan ins Achtelfinale einziehen, bevor sie in Tianjin nach Endspielerfolg über Belinda Bencic ihren ersten WTA-Titel gewann und das Jahr erstmals unter den besten 50 im Ranking beendete. Nach insgesamt 14 Erstrundenniederlagen und nur zwei WTA-Halbfinals in Hobart und Nottingham fiel sie in der Saison 2015 in der Weltrangliste wieder deutlich zurück.
Anfang 2016 präsentierte sich Riske-Amritraj wiedererstarkt und kam in Shenzhen gleich zum Saisonauftakt ins Endspiel, in dem sie sich der Topgesetzten Agnieszka Radwańska geschlagen geben musste. Erst zum Beginn der Rasensaison ließ sie wieder von sich hören, als sie izunächst ein ITF-Turnier der $50.000-Kategorie für sich entscheiden konnte und danach in Nottingham bereits ihr zweites Saisonfinale erreichte, das sie aber gegen Karolína Plíšková verlor. Anschließend kam sie in Stanford ins Halbfinale, in dem sie an Venus Williams scheiterte, und beendete die Saison in Tianjin, wo sie nach ihrem dritten Top-10-Sieg gegen Swetlana Kusnezowa wie im Vorjahr das Finale erreichte, dort aber diesmal gegen Peng Shuai unterlag. Trotzdem schloss sie die Saison 2016 als zweite ihrer Karriere in den besten 100 ab, obwohl sie wie schon 2015 bei allen vier Grand-Slam-Auftritten in der ersten Runde ausschied. Auch 2017 begann Riske das Jahr mit einer Finalteilnahme in Shenzhen, bei der sie gegen Kateřina Siniaková verlor, und beendete anschließend mit dem Einzug in die dritte Runde der Australian Open ihre Serie von acht Grand-Slam-Niederlagen in Folge. Auch in Wimbledon kam sie in die dritte Runde, beendete das Jahr aber in dürftiger Form mit neun Niederlagen aus den letzten zehn Partien.
Die Periode schwächerer Ergebnisse zog sich bis weit in die Saison 2018, bis sie in Nürnberg überraschend ihr erstes WTA-Endspiel auf Sand erzielte, in dem sie an Johanna Larsson scheiterte. Auf Rasen gewann sie im Anschluss bei einem Turnier der $100.000-Kategorie in Surbiton ihren größten Titel seit 2014 und erreichte zurück auf der WTA Tour sowohl in ’s-Hertogenbosch, als auch auf Mallorca das Viertelfinale. Durch eine weitere Viertelfinalteilnahme in Tokio, in dem sie knapp an der späteren Siegerin Karolína Plíšková scheiterte, kämpfte sich Riske zum Saisonende wieder in die Top 50 der Weltrangliste zurück.
Nach der Winterpause stand sie in Shenzhen bereits zum dritten Mal im Finale, blieb aber nach einer Niederlage gegen Aryna Sabalenka erneut sieglos. Bei den Australian Open erzielte sie daraufhin in der Doppelkonkurrenz an der Seite von Jennifer Brady ihr erstes Grand-Slam-Halbfinale und mussten sich dort erst den an Position zwei gesetzten Tímea Babos und Kristina Mladenovic geschlagen geben. Anschließend kam sie in Dubai ins Achtelfinale, konnte ihre gute Form aber nicht in die Sandplatzsaison hinüberretten, auf der sie sieglos blieb. Umso besser lief es für Riske auf Rasen, da sie nicht nur ihren Titel in Surbiton erfolgreich verteidigte, sondern in ’s-Hertogenbosch nach ihrem sechsten Top-10-Erfolg im Finale gegen Kiki Bertens ihren zweiten WTA-Turniersieg feiern konnte. In Wimbledon bezwang Riske die Weltranglistenführende Ashleigh Barty und zog erstmals in das Viertelfinale eines Grand-Slam-Turniers ein, in dem sie erst von Serena Williams gestoppt wurde. Gegen Saisonende stieß sie dann in Wuhan nach Siegen gegen Elina Switolina und Petra Kvitová in ihr erstes Endspiel der Premier 5-Kategorie ein, dass sie gegen die Titelverteidigerin Aryna Sabalenka in zwei Sätzen verlor. Dadurch konnte sich Riske 2019 erstmals für die WTA Elite Trophy in Zhuhai qualifizieren, wo sie nach zwei Niederlagen gegen Sofia Kenin und Karolína Muchová jedoch bereits in der Gruppenphase ausschied. Trotzdem erzielte sie zum Ende des Jahres mit Rang 18 ihre bislang höchste Weltranglistenposition.
Nach dem Einzug ins Viertelfinale in Brisbane, rückte Riske-Amritraj bei den Australian Open 2020 zum Auftakt der neuen Saison erstmals ins Achtelfinale vor und erzielte im Anschluss mit Position ihre bisher beste Weltranglistenplatzierung. Aufgrund einer langwierigen Fußverletzung, trat Riske in der ersten Jahreshälfte 2021 nur sporadisch auf der WTA Tour in Erscheinung und überstand nur bei zwei Turnieren die erste Runde. Auch bei ihrer ersten Teilnahme an Olympischen Sommerspielen in Tokio schied in der ersten Runde des Einzelwettbewerbs gegen Mihaela Buzărnescu aus. In Portorož erreichte sie im Anschluss überraschend ihr zehntes Endspiel auf der WTA Tour, musste sich dort aber Jasmine Paolini geschlagen geben, bevor sie zum Jahresende in Linz ihren dritten WTA-Titel erringen konnte; im Finale bezwang sie Jaqueline Cristian, die als Lucky Loserin ins Hauptfeld nachgerückt war. Zum Saisonabschluss wurde Riske somit zum neunten Mal in Folge unter den besten 100 der Weltrangliste geführt.
Anfang 2022 stand Riske-Amritraj in Adelaide in ihrem bislang zwölften WTA-Endspiel, verlor jedoch gegen ihre Landsfrau Madison Keys.
2014 gab Riske-Amritraj bei der 1:3-Niederlage gegen Italien ihren Einstand für die Fed-Cup-Mannschaft der Vereinigten Staaten. Seitdem hat sie für ihr Land vier Begegnungen im Einzel und Doppel bestritten, von denen sie eine Partie im Einzel gewinnen konnte.
Beim Finale des Fed-Cup 2018 vertrat sie die USA im Endspiel gegen Tschechien und verlor dort bei der 0:3-Niederlage ihr Match gegen Kateřina Siniaková in zwei Sätzen.

## Persönliches
Im Juli 2019 heiratete sie ihren Freund Stephen Amritraj.

## Turniersiege

### Einzel
| Nr. | Datum             | Turnier          | Kategorie         | Belag             | Finalgegnerin        | Ergebnis       |
| --- | ----------------- | ---------------- | ----------------- | ----------------- | -------------------- | -------------- |
| 1.  | 11. Oktober 2009  | Troy             | ITF $50.000       | Hartplatz         | Christina McHale     | 6:4, 2:6, 7:5  |
| 2.  | 10. Oktober 2010  | Barnstaple       | ITF $75.000       | Hartplatz         | Johanna Larsson      | 6:2, 6:0       |
| 3.  | 17. Oktober 2010  | Joué-lès-Tours   | ITF $50.000       | Hartplatz         | Wesna Manassijewa    | 5:7, 6:4, 6:1  |
| 4.  | 24. Oktober 2010  | Saint-Raphaël    | ITF $50.000       | Hartplatz         | Urszula Radwańska    | 6:4, 6:2       |
| 5.  | 16. Oktober 2011  | Joué-lès-Tours   | ITF $50.000       | Hartplatz         | Oqgul Omonmurodova   | 2:6, 6:2, 7:5  |
| 6.  | 6. November 2011  | Nantes           | ITF $50.000       | Hartplatz         | Iryna Bremond        | 6:1, 6:4       |
| 7.  | 12. Oktober 2014  | Tianjin          | WTA International | Hartplatz         | Belinda Bencic       | 6:3, 6:4       |
| 8.  | 3. Juni 2016      | Eastbourne       | ITF $50.000       | Rasen             | Tara Moore           | 6:4, 6:75, 6:3 |
| 9.  | 10. Juni 2018     | Surbiton         | ITF $100.000      | Rasen             | Conny Perrin         | 6:2, 6:4       |
| 10. | 9. Juni 2019      | Surbiton         | ITF $100.000      | Rasen             | Magdaléna Rybáriková | 6:75, 6:2, 6:2 |
| 11. | 16. Juni 2019     | ’s-Hertogenbosch | WTA International | Rasen             | Kiki Bertens         | 0:6, 7:63, 7:5 |
| 12. | 12. November 2021 | Linz             | WTA 250           | Hartplatz (Halle) | Jaqueline Cristian   | 2:6, 6:2, 7:5  |

### Doppel
| Nr. | Datum     | Turnier            | Kategorie   | Belag     | Partnerin       | Finalgegnerin                      | Ergebnis         |
| --- | --------- | ------------------ | ----------- | --------- | --------------- | ---------------------------------- | ---------------- |
| 1.  | Juni 2009 | Hilton Head Island | ITF $10.000 | Hartplatz | Jacqueline Cako | Natalie Pluskota Caitlin Whoriskey | 6:3, 3.6, [10:6] |

## Abschneiden bei Grand-Slam-Turnieren

### Einzel
| Turnier         | 2007 | 2008 | 2009 | 2010 | 2011 | 2012 | 2013 | 2014 | 2015 | 2016 | 2017 | 2018 | 2019 | 2020 | 2021 | 2022 | 2023 | Karriere |
| --------------- | ---- | ---- | ---- | ---- | ---- | ---- | ---- | ---- | ---- | ---- | ---- | ---- | ---- | ---- | ---- | ---- | ---- | -------- |
| Australian Open | —    | —    | —    | —    | 1    | 1    | Q3   | 3    | 1    | 1    | 3    | 1    | 1    | AF   | 1    | 2    | 1    | AF       |
| French Open     | —    | —    | —    | Q1   | —    | Q1   | Q1   | 2    | 1    | 1    | 1    | 1    | 1    | 1    | —    | 2    | 1    | 2        |
| Wimbledon       | —    | —    | —    | 1    | 1    | Q2   | 3    | 3    | 1    | 1    | 3    | 2    | VF   |      | 1    | 3    | 1    | VF       |
| US Open         | Q2   | —    | Q1   | Q1   | 1    | Q1   | AF   | 1    | 1    | 1    | 1    | 1    | 2    | 2    | 1    | AF   | —    | AF       |

Zeichenerklärung: S = Turniersieg; F, HF, VF, AF = Einzug ins Finale / Halbfinale / Viertelfinale / Achtelfinale; 1, 2, 3 = Ausscheiden in der 1. / 2. / 3. Hauptrunde; Q1, Q2, Q3 = Ausscheiden in der 1. / 2. / 3. Qualifikationsrunde; nicht ausgetragen

### Doppel
| Turnier         | 2011 | 2012 | 2013 | 2014 | 2015 | 2016 | 2017 | 2018 | 2019 | 2020 | 2021 | 2022 | 2023 | Karriere |
| --------------- | ---- | ---- | ---- | ---- | ---- | ---- | ---- | ---- | ---- | ---- | ---- | ---- | ---- | -------- |
| Australian Open | —    | —    | —    | AF   | 1    | —    | 1    | 1    | HF   | AF   | 1    | 1    | 2    | HF       |
| French Open     | —    | —    | —    | AF   | 1    | —    | 2    | 1    | 1    | 2    | —    | —    | —    | AF       |
| Wimbledon       | —    | —    | —    | 2    | 1    | 1    | 1    | 1    | 2    |      | —    | AF   | 1    | AF       |
| US Open         | 1    | —    | 2    | 2    | 1    | 2    | 1    | 1    | 1    | VF   | 1    | —    | —    | VF       |